# OLD
Az OLD (Old Lady Drivers) egy amerikai együttes volt 1986-tól 2002-ig. 1986-tól 1987-ig "Regurgitation" volt a nevük. Albumaikat az Earache Records jelentette meg. Grindcore együttesként kezdték karrierjüket, majd indusztriális/avantgárd metal zenekarként folytatták. Az OLD a New Jersey állambeli Bergenfield-ben alakult. A nevet betűzve kell ejteni (o-el-dí). A zenekar a grindcore műfaját szatirizálta első albumukon.

## Tagjai
- James Plotkin - gitár, programozás
- Alan Dubin - ének

## Korábbi tagok
- Jason Everman - basszusgitár
- Ralph Pimentel - dob
- Herschel Gaer - basszusgitár

## Diszkográfiájuk
- Old Lady Drivers - album, 1988
- Colostomy Grab-Bag - kislemez, 1989
- Assück/Old Lady Drivers split lemez - 1990
- Demo 1990
- Lo Flux Tube - album, 1991
- Hold on to Your Faces - album, 1993
- The Musical Dimensions of Sleastak - album, 1993
- Formula - album, 1995